# CMLL世界ウェルター級王座
CMLL世界ウェルター級王座は、CMLLが管理、認定している王座。

## 歴代王者
| 歴代   | 選手                           | 戴冠回数 | 獲得日付       | 獲得場所                    |
| ------ | ------------------------------ | -------- | -------------- | --------------------------- |
| 初代   | フエルサ・ゲレーラ             | 1        | 1992年2月15日  | プエブラ州プエブラ          |
| 第2代  | エル・パンテーラ               | 1        | 1992年3月8日   | メキシコシティ              |
| 第3代  | フェリーノ                     | 1        | 1992年7月17日  | ゲレーロ州アカプルコ        |
| 第4代  | シクロン・ラミレス             | 1        | 1993年3月      | メキシコ                    |
| 第5代  | フェリーノ                     | 2        | 1994年3月30日  | ゲレーロ州アカプルコ        |
| 第6代  | エル・パンテーラ               | 2        | 1994年6月21日  | モレロス州クエルナバカ      |
| 第7代  | マスカラ・マヒカ               | 1        | 1996年5月21日  | メキシコシティ              |
| 第8代  | ゲレーロ・デ・ラ・ムエルテ     | 1        | 1996年8月2日   | メキシコシティ              |
| 第9代  | マスカラ・マヒカ               | 2        | 1998年1月      | メキシコ                    |
| 第10代 | カルロフ・ラガルデ・ジュニア   | 1        | 1998年2月6日   | メキシコシティ              |
| 第11代 | オリンピコ                     | 1        | 1998年9月16日  | メキシコシティ              |
| 第12代 | アルコン・ネグロ・ジュニア     | 1        | 1998年10月23日 | メキシコシティ              |
| 第13代 | オリンピコ                     | 2        | 1998年12月13日 | メキシコシティ              |
| 第14代 | スペル・デルフィン             | 1        | 1999年2月27日  | 名古屋市総合体育館第3競技場 |
| 第15代 | アルカンヘル・デ・ラ・ムエルテ | 1        | 1999年8月10日  | CLUB CITTA'川崎             |
| 第16代 | NOSAWA                         | 1        | 2001年         | ゲレーロ州アカプルコ        |
| 第17代 | エル・パンテーラ               | 3        | 2001年3月20日  | メキシコシティ              |
| 第18代 | NOSAWA                         | 2        | 2001年4月2日   | プエブラ州プエブラ          |
| 第19代 | フェリーノ                     | 3        | 2001年9月21日  | メキシコシティ              |
| 第20代 | サタニコ                       | 1        | 2003年11月25日 | メキシコシティ              |
| 第21代 | メフィスト                     | 2        | 2004年2月24日  | メキシコシティ              |
| 第22代 | ミスティコ（2代目）            | 1        | 2007年4月10日  | ハリスコ州グアダラハラ      |
| 第23代 | ネグロ・カサス                 | 1        | 2009年3月20日  | メキシコシティ              |
| 第24代 | マスカラ・ドラダ（初代）       | 1        | 2010年9月7日   | メキシコシティ              |
| 第25代 | 田口隆祐                       | 1        | 2011年1月22日  | 後楽園ホール                |
| 第26代 | マスカラ・ドラダ（初代）       | 2        | 2011年6月18日  | 大阪府立体育会館            |
| 第27代 | ポルボラ                       | 1        | 2012年11月11日 | メキシコシティ              |
| 第28代 | ミスティコ（3代目）            | 1        | 2014年2月16日  | メキシコシティ              |
| 第29代 | マスカラ・ドラダ（初代）       | 3        | 2015年1月12日  | メキシコシティ              |
| 第30代 | BUSHI                          | 1        | 2015年12月19日 | 後楽園ホール                |
| 第31代 | マスカラ・ドラダ（初代）       | 4        | 2016年1月22日  | 後楽園ホール                |
| 第32代 | メフィスト                     | 2        | 2016年5月3日   | メキシコシティ              |
| 第33代 | ドラゴン・リー（2代目）        | 1        | 2019年3月19日  | メキシコシティ              |
| 第34代 | ティタン                       | 1        | 2019年12月8日  | メキシコシティ              |